# 신현종 (1961년)
신현종(1961년~)은 대한민국의 배우이다.

## 경력
- 1986년~ 한국연극배우협회 회원

## 출연

### 방송

#### 드라마
- 2019년 OCN 《왓쳐》 - 민영기 지검장 역
- 2020년 JTBC 《날씨가 좋으면 찾아가겠어요》
- 2020년 tvN《슬기로운 의사생활》- ep.9 다이어트까지 해서 딸에게 간이식 해주는 아빠
- 2020년 SBS 《더 킹 : 영원의 군주》 - 이정훈 역
- 2020년 MBC 《꼰대인턴》
- 2020년 KBS 2TV 《출사표》
- 2020년 TvN 《악의 꽃》
- 2020년 JTBC 《허쉬》 - 고수도 역
- 2021년 MBN 《보쌈 - 운명을 훔치다》
- 2021년 KBS 2TV 《꽃 피면 달 생각하고》 - 조희보 역
- 2022년 ENA 《이상한 변호사 우영우》 - 오진종 역
- 2023년 SBS 《악귀》 - 진조영 역

#### 교양
- 1995년 KBS 1TV 《광주비엔날레》

#### 예능
- 1993년 KBS 1TV 《마당놀이 범바우전》
- 1996년 MBC 《마당놀이 황진이》

### 영화
- 1996년 《너희가 재즈를 믿느냐?》 - 치통 환자 역
- 2001년 《와이키키 브라더스》 - 수철 역
- 2002년 《생활의 발견》 - 성우 매형 역
- 2003년 《선생 김봉두》 - 최예순 부 역
- 2003년 《살인의 추억》 - 부검의 역
- 2004년 《바람의 전설》 - 떡볶이 남편 역
- 2004년 《여선생 VS 여제자》 - 항의 학부모 역
- 2006년 《괴물》 - 윤 사장 친구 역
- 2007년 《세븐 데이즈》 - 오 사장 역
- 2009년 《작전》 - 우 박사 역
- 2010년 《파괴된 사나이》 - 오디오 가게 사장 역
- 2011년 《아이들...》 - 도축팀장 역
- 2011년 《퍼펙트 게임》 - 구단 이사 역(특별 출연)
- 2018년 《텔미비전》 - 아버지 역
- 2018년 《타인의 것》 - 석호 역
- 2019년 《타선》 - 종현 아버지 역
- 2020년 《69세》 - 중호 장인 역
- 2021년 《인질》 - 곽 팀장 역

### 공연

#### 연극
- 1986년 《귀족 수업》
- 1988년 《어머니》
- 1988년 《산불》
- 1989년 《무덤없는 주검》
- 1990년 《작은 악마들》
- 1992년 《태풍》
- 1993년 《마당놀이 범바우전》
- 1994년 《자전거》 - 윤서기 역
- 1994년 《아시나마리》
- 1995년 《서툰 사람들》
- 1996년 《마당놀이 황진이》
- 1999년 《황금 연못으로 가는 길》
- 1999년 《미친 햄릿》
- 1999년 《사랑을 주세요》
- 2001년 《가시고기》
- 2002년 《제삿날》 - 고조 역
- 2004년 《굴비는 맛이 좋다》
- 2004년 《가족 왈츠》
- 2006년 《우리 읍내》
- 2008년 《사랑해요 엄마》
- 2008년 《길》
- 2009년 《흉가에 볕들어라》 - 용단지 역
- 2009년 《누가 왕의 학사를 죽였나》
- 2009년 《이러려고 꼬셨니? 로미오와 줄리엣 IN 1947》 - 주익종 역
- 2010년 《늙은 자전거》 - 복남 역
- 2010년 《홍어》
- 2010년 《스페이스 치킨 오페라》 - 선장 역
- 2010년 《그대 이름은 오델로》
- 2011년 《찌질이 신파극》 - 복동 역
- 2012년 《아비》 - 아버지 역
- 2012년 《염쟁이 유씨》
- 2012년 《당신의 눈》 - 덕선 역
- 2013년 《갈매기》 - 쏘린 역
- 2014년 《유목민 리어》 - 리어 역
- 2014년 《이혈》 - 스즈키 역
- 2014년 《나무물고기》 - 지산 역
- 2015년 《소뿔 자르고 주인 오기 전에 도망가 선생》 - 공연 감독 역
- 2015년 《서안화차》 - 홍가 / 진인 역
- 2015년 《자이니치》
- 2015년 《하나코》 - 사사키 역
- 2017년 《일번 출구 연극제》
- 2017년 《칸사이 주먹》 - 하루키 역
- 2017년 《원맨쇼》
- 2018년 《율구》
- 2019년 《코리아 특급》 - 유지 역
- 2019년 《자이니치》 - 첫째 역
- 2019년 《밀실 수업》 - 인동초 역
- 2021년 《정의의 사람들》 - 사내 역

#### 뮤지컬
- 1989년 《아가씨와 건달들》
- 1992년 《캬바레》
- 1992년 《레 미제라블》
- 1993년 《샐러리맨의 금메달》
- 1994년 《들풀》 - 최판석 역
- 1996년 《남과 북 - DMZ》
- 1997년 《동백 아가씨》
- 1999년 《품바》
- 2001년 《님의 침묵》
- 2003년 《신밧드》
- 2011년 《파라다이스 티켓》 - 길수 역
- 2014년 《들풀 2》 - 최판석 역

## 수상
- 2008년 제13회 히서연극상 올해의 연극인상
- 2011년 고마나루 전국 연극제 연기상
- 2015년 제15회 2인극 페스티벌 연기상
- 2016년 제1회 임홍식 배우상

## 가족 관계
- 배우자: 전국향(1963년 7월 26일~)
  - 딸: 신지나(1991년~)